# 兵庫県道381号野谷平岡線
兵庫県道381号野谷平岡線（ひょうごけんどう381ごう のだにひらおかせん）は、兵庫県加古郡稲美町から加古川市に至る一般県道である。

## 概要
加古郡稲美町野谷から加古川市平岡町高畑に至る。

### 路線データ
- 起点：加古郡稲美町野谷（兵庫県道514号志染土山線交点）
- 終点：加古川市平岡町高畑（高畑交差点、国道2号交点、兵庫県道382号本荘平岡線終点）
- 総延長：6.969 km

## 路線状況

### 重複区間
- 兵庫県道384号平荘大久保線（加古郡稲美町森安・森安交差点 - 加古郡稲美町中村・中村交差点）

## 地理

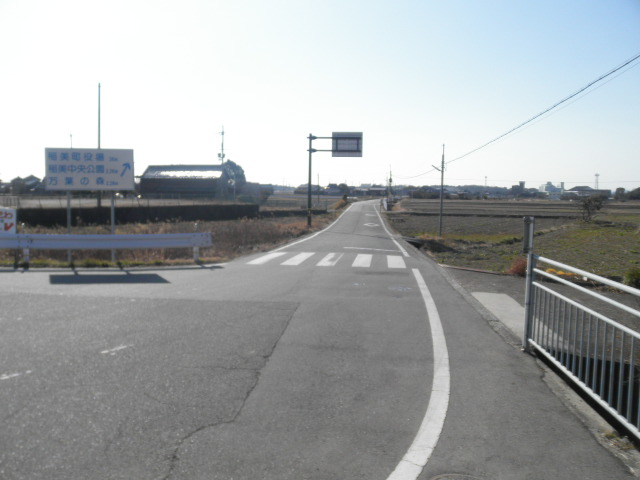
加古郡稲美町野谷

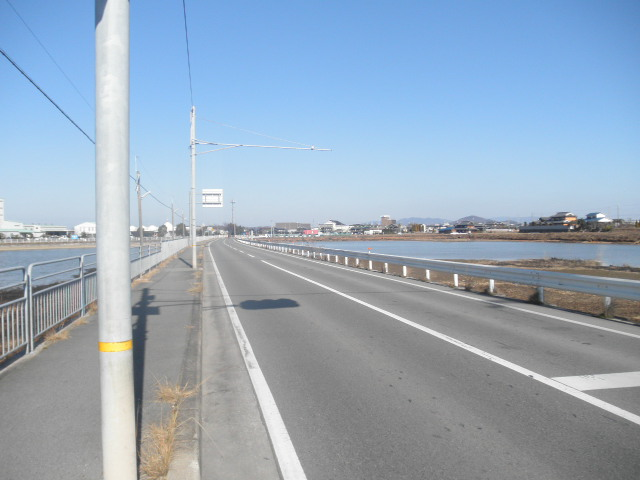
加古郡稲美町国岡

### 通過する自治体
- 加古郡稲美町
- 加古川市

### 交差する道路
| 交差する道路                           | 市町村名 | 市町村名 | 交差する場所 | 交差する場所      |
| -------------------------------------- | -------- | -------- | ------------ | ----------------- |
| 兵庫県道514号志染土山線                | 加古郡   | 稲美町   | 野谷         | 起点              |
| 兵庫県道148号大久保稲美加古川線        | 加古郡   | 稲美町   | 蛸草         | 愛宕東交差点      |
| 兵庫県道84号宗佐土山線                 | 加古郡   | 稲美町   | 国岡2丁目    | 国岡南交差点      |
| 兵庫県道384号平荘大久保線 重複区間起点 | 加古郡   | 稲美町   | 森安         | 森安交差点        |
| 兵庫県道384号平荘大久保線 重複区間終点 | 加古郡   | 稲美町   | 中村         | 中村交差点        |
| 国道2号 / 加古川バイパス               | 加古川市 | 加古川市 | 平岡町高畑   | 辻ケ内交差点      |
| 国道2号 兵庫県道382号本荘平岡線        | 加古川市 | 加古川市 | 平岡町高畑   | 高畑交差点 / 終点 |

### 交差する鉄道
- 山陽本線

### 沿線
- 稲美町立母里小学校
- 稲美中央公園
- 兵庫県立いなみ野特別支援学校
- 稲美町役場
- 稲美町立天満小学校